# Timelie
『Timelie』（タイムライ）は、タイのインディーゲームスタジオUrnique Studioが開発したアクションパズルゲーム。日本のNintendo Switch版は『Timelie - タイムライ』の表記で発売されている。また、タイトルロゴでは『TIMELiE』表記で、後方2文字の「i」と「E」の間に薄い色で「＼」の線が引かれ「TIMELiNE」とも読めるようなデザインになっている。

## 概要
無機的な謎の異世界を舞台に、少女と猫が警備ロボットの目をかいくぐりながら世界からの脱出を目指す。少女は時間を操作する能力を保持しており、時間を進めてロボットの先の行動を把握したり時間を戻して少女たちの行動をやり直したりしながら攻略していく。作品内ではキャラクターの明確な台詞はなくテキストによる説明も限定的であるため、世界観やキャラクター設定などはプレイヤーの解釈に委ねられる。
本作のプロトタイプは、当時チュラーロンコーン大学工学部コンピュータ工学科の学生だった5人のメンバーにより3か月ほどで制作され、2016年にタイ代表として出場したマイクロソフト主催の学生ITコンテスト「イマジンカップ」のゲーム部門で優勝した。その後開発スタジオを立ち上げ製品化に向けて開発を進める中でユーザーの好みや開発者のスキル上昇などを勘案した結果、プロトタイプと製品版は内容が大きく異なるものになった。Urnique StudioのParimeth Wongsatayanonは、影響を受けた作品として、プロトタイプ版では『メタルギアソリッド』『STEINS;GATE』『Transistor』を、製品版ではWongsatayanonが大ファンだという上田文人が手掛けた『ワンダと巨像』『人喰いの大鷲トリコ』やドゥニ・ヴィルヌーヴ監督の映画『メッセージ』を挙げ、ゲームメカニックの中でストーリーを語るという上田作品の手法が本作のテキストや音声によらない演出に反映されたとしている。

## システム
各ステージは少女と猫がゴール地点に到達すればクリアとなる。序盤などでは片方のみを操作するステージもある。
画面下に表示されているタイムライン（メディアプレーヤーのシークバーのようなUI）を操作することにより、ステージの状況を任意の時点まで進めたり戻したりできる。
少女は一部ステージ内にある白い光の玉を取得すると特別な力が備わり、これを消費することで周囲にある壊れた橋を修復したりロボット1体を消滅させたりできるようになる。一方、猫は鳴き声を上げて周囲のロボットの注意を自分に向ける能力があるほか、少女よりも移動速度が速く狭い通路をくぐることもできるが、壁にあるボタンを押せない。
ロボットはおおよそ既定ルートを移動したり一つの場所に留まったりしているが、少女や猫が視界に入ると高速で追跡してくる。ロボットに捕まるなどすると時間がそれ以上進まず、時間を戻してやり直すことになる。
一部ステージには「レリックチャレンジ」と呼ばれる特別なクリア条件が設定されており、これらをすべて達成するとエンディングに変化が現れる。
2020年10月9日配信の無料DLC「Hell Loop」により、高難易度の新ステージ30種類が追加された。

## 受賞
- タイ National Software Contest 2016 エンターテインメントプログラム部門第1位、マイクロソフト特別賞[4]
- イマジンカップ2016 ゲーム部門 タイ代表選出、世界大会優勝[5][1]
- BIDC Awards 2020 Game of the year、Developer Choice Award、Best of Sound、Best of Game design、Best of Visual Art[6]